# Gefilte fish
Cette page contient des caractères spéciaux ou non latins. S’ils s’affichent mal (▯, ?, etc.), consultez la page d’aide Unicode.

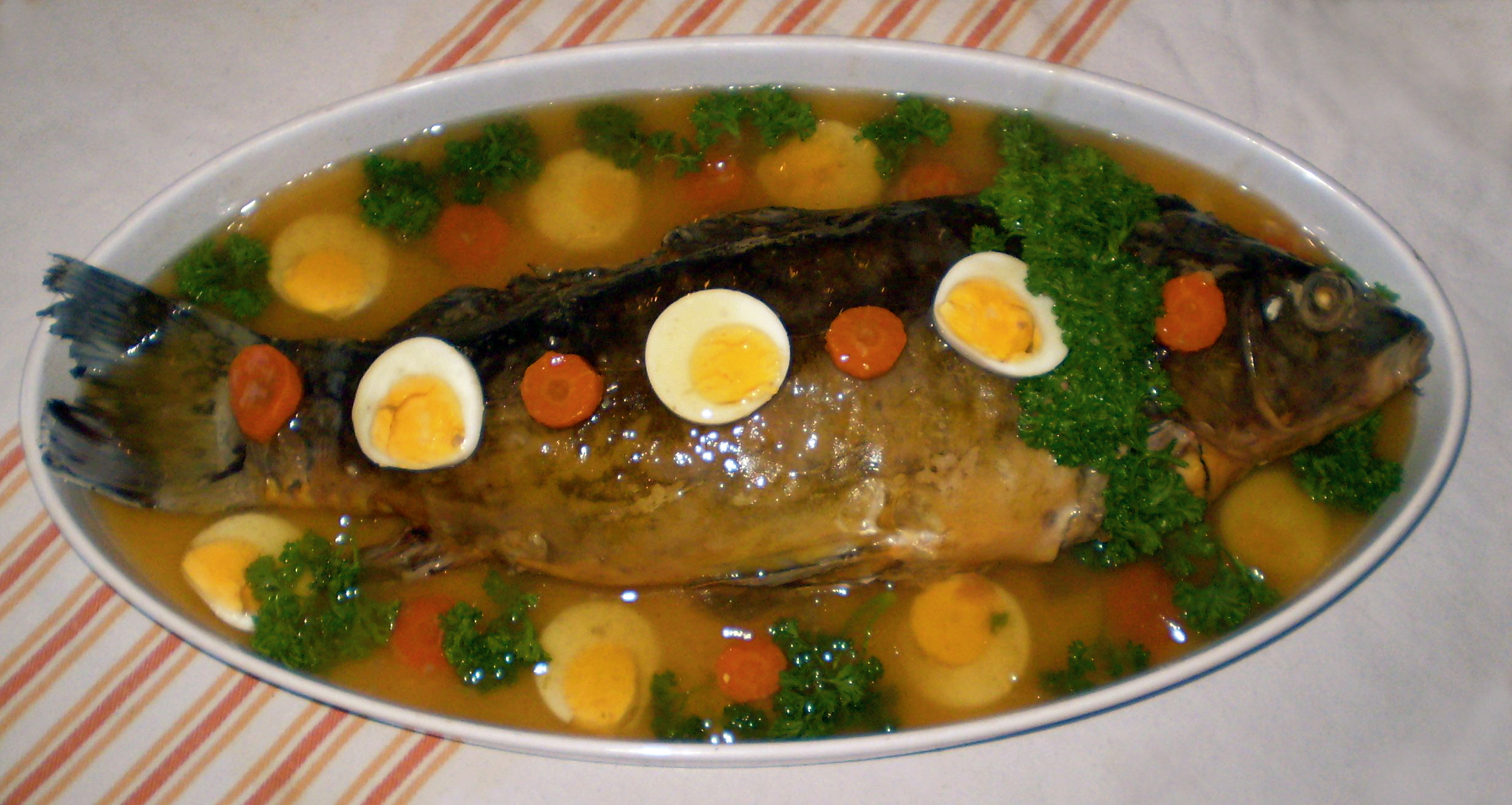
Gefilte fish sous forme de poisson farci reconstitué.

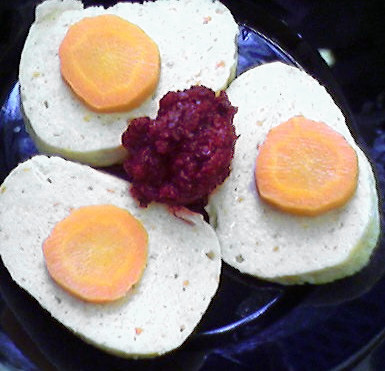
Gefilte fish et raifort à la betterave.

Le gefilte fish (hébreu : דג ממולא ou yiddish : געפילטע פיש), littéralement « poisson farci », est un plat emblématique de la cuisine ashkénaze. Il est appelé « carpe farcie » en français, bien qu'il soit parfois préparé avec d'autres poissons plus nobles, du brochet ou du colin par exemple. 
Le Gefilte fish se présente souvent sous la forme de grosses boulettes de poisson ou d'un poisson farci. Il peut être ou non assaisonné et peut être servi froid ou tiède.
Ce plat reste emblématique de la cuisine juive d'Europe centrale. Comme d'autres spécialités culinaires de la cuisine juive, on retrouve des emprunts à la gastronomie des pays par lesquels les populations juives ont transité. Des plats similaires existent donc dans d'autres cultures, avec des assaisonnements et des sauces différentes et servis aussi bien en entrée qu'en plat principal.

## Préparation et service
Dans les recettes traditionnelles de gefilte fish, on commence par enlever les arêtes du poisson, souvent sur le lieu d'achat même. Le poisson est haché sur une planche en bois, ensuite incorporé à une pâte fine (à base de chapelure de matza), et bouilli avec des oignons et des carottes. Comme son nom l'indique (gefüllte en allemand signifie « rempli » ou « farci »), le gefilte fisch peut servir de farce à un poisson entier, qui est dans ce cas servi en tranches.
S'il est sous forme de boulette, il est alors coupé en rondelles pour être accompagné d'une rondelle de carotte et de sauce au raifort appelé chrain. Le raifort peut être soit doux (de couleur violette car coupé à la betterave) soit de couleur blanche (beaucoup plus relevé car nature.).
Le plat est aussi souvent accompagné de gelée servant d'assaisonnement.